# Abd al-Rahman Ier
Pour les articles homonymes, voir Abd al-Rahman.
Pour des articles plus généraux, voir Al-Andalus et Histoire d'al-Andalus.
Abd al-Rahman Ier ou Abdérame Ier, dit le « conquérant » ou l' « Exilé » (arabe : ad-dāḫil الداخل) et surnommé « Faucon des Quraych » (arabe : ṣaqr qurayš صقر قريش), est né à Damas en mars 731 et est mort à Cordoue le 30 septembre 788. Il est le fondateur omeyyade de l'émirat de Cordoue, Al-Andalus (756). Il demeure au pouvoir durant 32 ans et sa descendance règne sur la plus grande partie de la péninsule Ibérique pendant près de trois siècles.

## Jeunesse et fuite

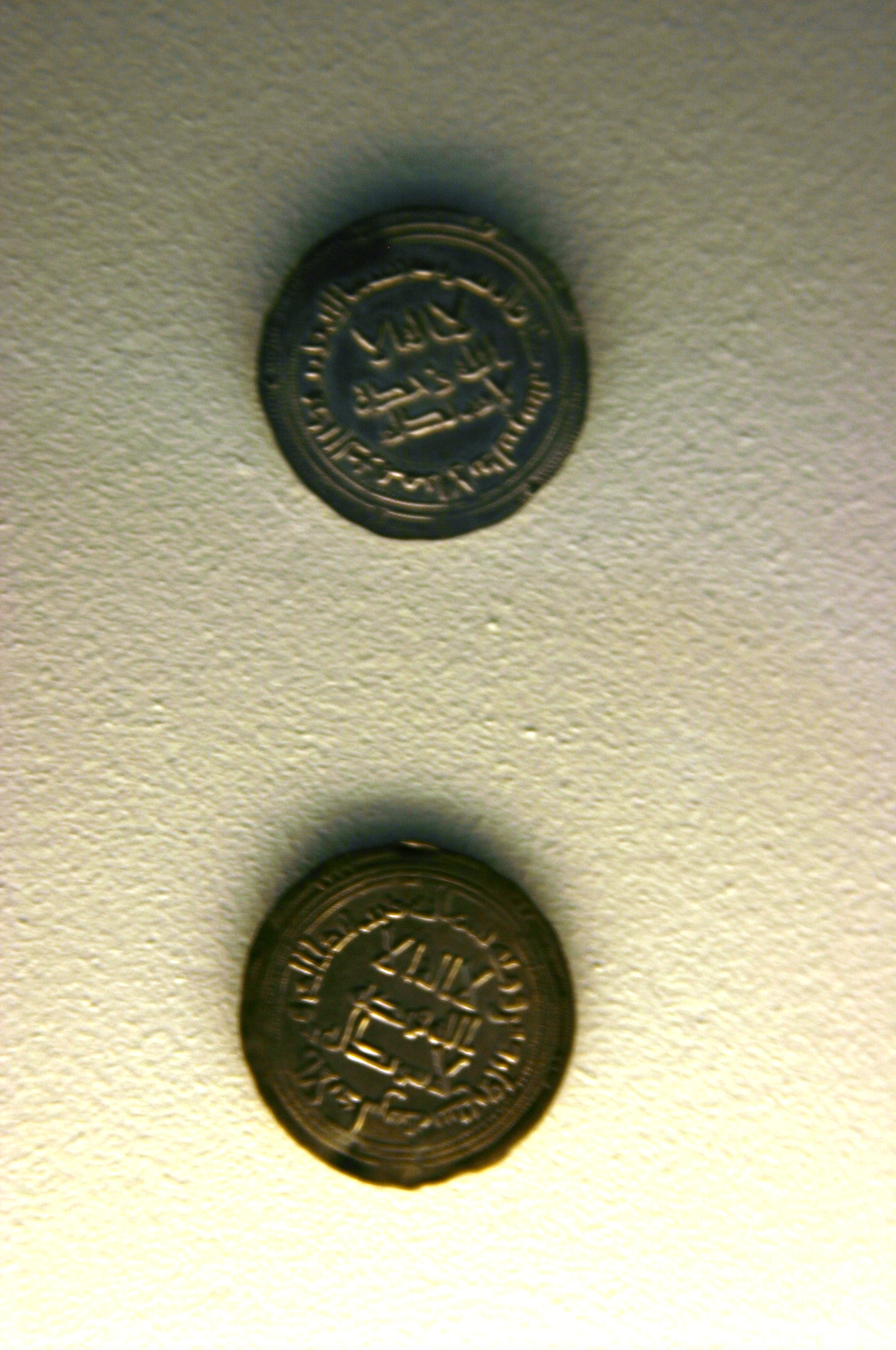
Dirhams au nom d'Abd al-Rahman et conservés au musée archéologique et ethnologique de Cordoue.

Né près de Damas en Syrie, Abd al-Rahman est le petit-fils de Hisham ibn Abd al-Malik, le dixième calife omeyyade de Damas, et fils du prince omeyyade Mu'awiyah ibn Hisham et d'une berbère de la tribu des Nafza,,,. En 750 il a vingt ans lorsque sa famille est renversée par une révolte populaire connue sous le nom de révolution abbasside. Abd al-Rahman ainsi qu'une petite partie de sa famille ayant survécu au massacre parviennent à s'échapper de Damas, capitale du califat omeyyade. Parmi ceux qui parviennent à le suivre on compte son frère Yahya, son fils Sulayman, quelques-unes de ses sœurs et un esclave grec affranchi nommé Badr. Les rescapés de la dynastie omeyyade se dirigent vers l'Euphrate où les soldats abbassides les traquent pour les tuer.
Abd al-Rahman manque de peu de se faire assassiner lorsqu'ils sont encerclés dans un village d'où ils parviennent à s'échapper de justesse. Une nouvelle fois, ils sont menacés par les cavaliers abbassides près de l'Euphrate, où ils décident de plonger au risque de se noyer. C'est là que Hisham et son frère Abd al-Rahman sont séparés. Les cavaliers abbassides promettent aux deux frères que s'ils se rendent, il ne leur sera fait aucun mal et, contrairement à Abd al-Rahman, Hisham décide de se rendre. Cette décision lui est fatale puisque, ayant à peine posé les pieds sur la berge, il est décapité. Sa tête est exposée comme preuve de sa mort. Un historien du XVIIe siècle, Al-Maqqari écrira qu'Abd al-Rahman, effrayé et horrifié par la scène, atteindra l'autre rive du fleuve et se mettra à courir jusqu'à épuisement.
Avec le changement de dynastie et la confusion qui s'ensuit, l'Afrique est partagée entre diverses factions locales, anciens émirs ou serviteurs des califes omeyyades. Abd al-Rahman, ne s'estimant pas en sécurité, s'enfuit encore plus vers l'ouest et trouve refuge parmi les tribus berbères de Maurétanie (chacune proposant à Abd al-Rahman d'épouser la fille du chef). Finalement, après maintes péripéties, il se rend compte qu'il n'aura son salut que dans la péninsule Ibérique où la famille omeyyade compte encore beaucoup de partisans Maures.
Caché dans les environs de Ceuta, il cherche des appuis parmi les descendants des conquérants de l'Espagne et partisans des Omeyyades, nombreux dans la province d'Elvira (aujourd'hui Grenade). Le pays est alors traversé par des tensions entre tribus arabes, entre Arabes et Berbères, et aussi par la critique du règne de l'émir Yusuf al-Fihri, jugé faible et tiraillé au centre des différentes factions. Abd al-Rahman voit dans cette ambiance politique l'occasion qu'il n'avait pas trouvée en Afrique.
Au mois de juin 754, Badr, l'homme de confiance d'Abd Al-Rahman, franchit le détroit de Gibraltar avec dans les mains une lettre indiquant la volonté du prince omeyyade d'accéder au trône, si la population andalouse l'accepte. La lettre est favorablement acceptée au sein de la noblesse andalouse, qui y donne un avis positif mais préfère demander toutefois la permission du gouverneur Yusuf al-Fihri et de son subordonné Al-Sumayl. Les deux hommes ont des avis divergents sur l'attitude à adopter : en tant qu'homme faible de caractère, Yusuf accepte la proposition d'Abd al-Rahman, ce qui n'est pas le cas d'Al-Sumayl qui décide de prendre les armes.
Les envoyés d'Abd al-Rahman font alliance avec les Arabes d'origine yéménite, adversaires d'Al-Sumayl. Fort du soutien de deux tribus arabes et doté d'un matelas financier confortable, Badr achète un bateau qui part immédiatement vers l'Afrique où le descendant omeyyade embarque pour Almuñécar (Al-Munakab), dans la province de Grenade, à l'est de Malaga.

## Arrivée en Espagne

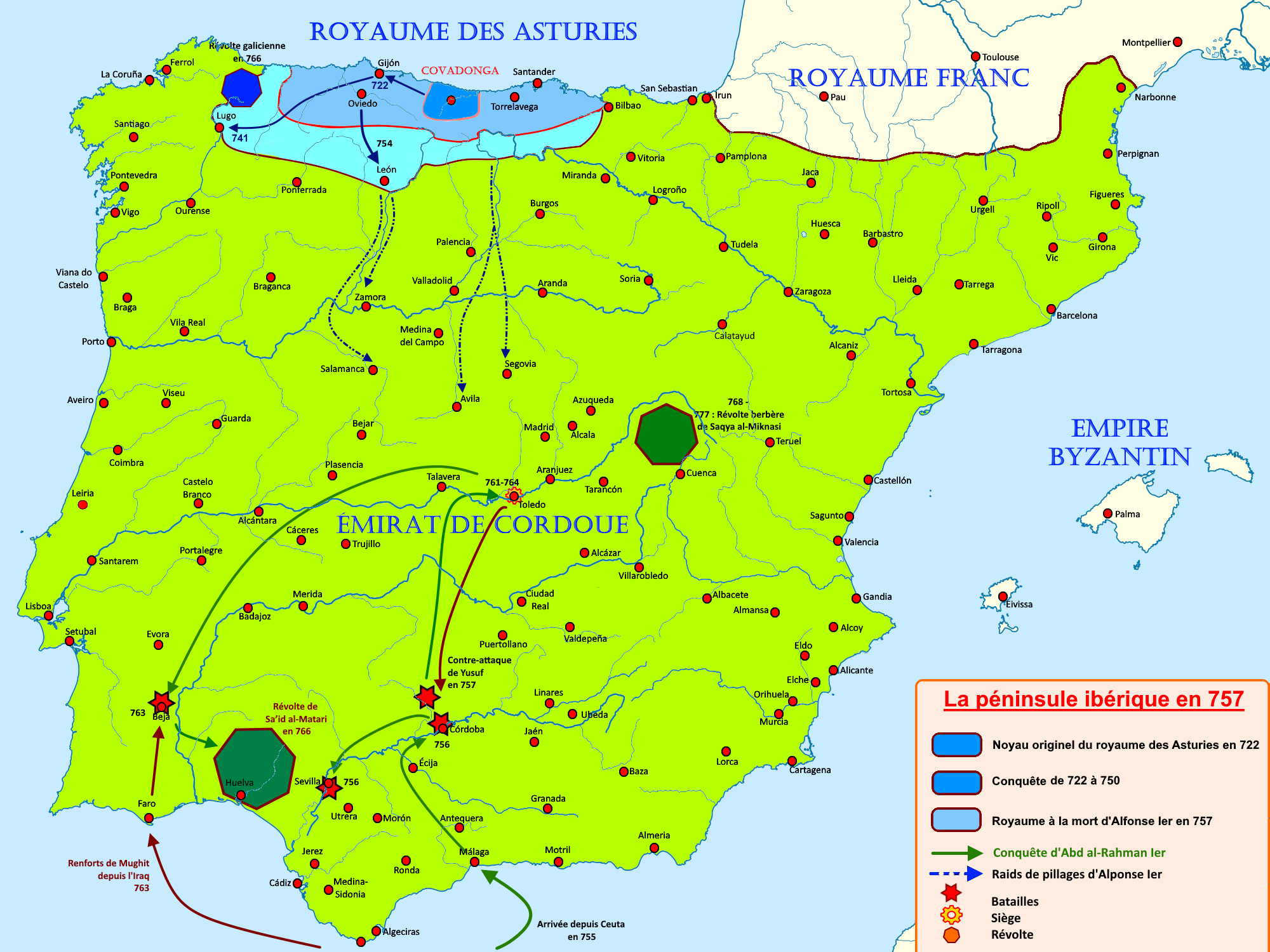
Espagne en 757

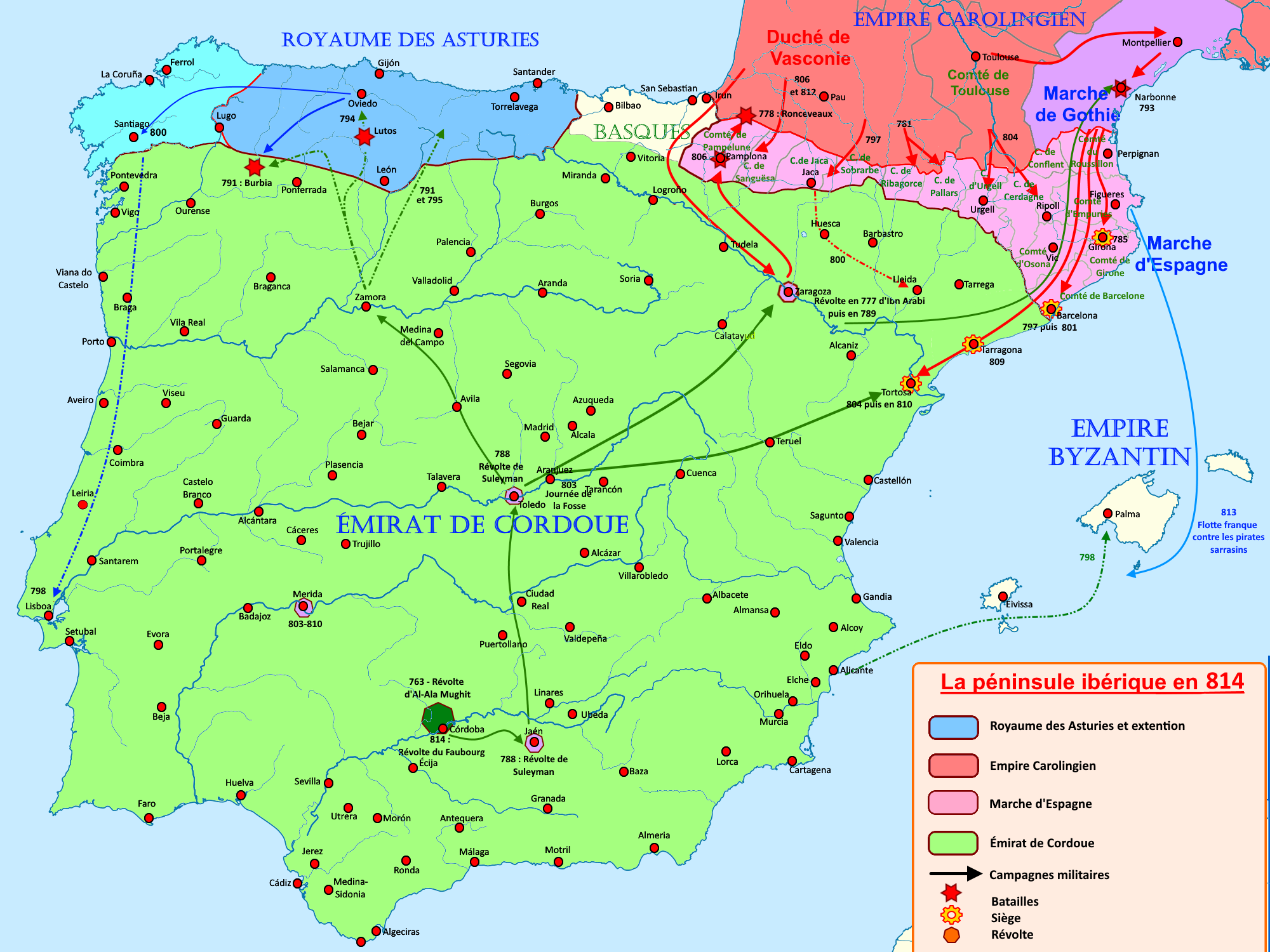
Carte de la péninsule ibérique en 814 avec les campagnes de Charlemagne et la création de la marche d'Espagne.

Âgé d'à peine vingt-cinq ans, Abd al-Rahman, homme de taille élevée et aux cheveux roux,, enfin parvenu au terme d'un long voyage à atteindre Al-Andalus, se cache chez ses partisans dont certains ont un prestige considérable au sein de la population. La situation est difficile, les Yéménites approuvent Abd al-Rahman, les Berbères un peu moins, les Kaisites sont divisés. Les troupes d'Abd al-Rahman sont mal équipées (Abd al-Rahman aurait été le seul à disposer d'un bon cheval de guerre). N'ayant pas de bannière, ils en improvisent une avec un turban et une lance. Le camp rival de l'héritier ommeyade est mené par Yusuf qui, de faible caractère, est soutenu par différents groupes qui voient surtout leur intérêt à le maintenir au pouvoir. Le 13 mars 756, aux portes de Cordoue, les deux armées se rencontrent et Yusuf est vaincu en quelques heures sur les rives du Guadalquivir. Aussitôt Abd al-Rahman se rend à la mosquée pour y diriger, en qualité d'imam, la prière quotidienne. Par cette victoire il devient officiellement émir d'Andalus.
Yusuf, vaincu et affaibli, se rallie mollement à Abd al-Rahman et n'hésite pas à comploter en vue de le renverser. Conscient du danger, l'émir décide d'emprisonner ses deux principaux opposants : il capture Sumayl, mais Yusuf, qui a quitté Cordoue, reconstitue une armée qu'il dirige vers Séville. Abd al-Rahman lui inflige une seconde défaite cuisante. Yusuf est tué en tentant de fuir et Sumayl est assassiné en prison. Les deux opposants les plus dangereux d'Abd al-Rahman sont ainsi éliminés.
Le danger qui pèse sur le nouvel émir n'est pas qu'intérieur, il provient aussi de Bagdad dont le calife ne désespère pas d'éliminer le dernier représentant de la famille omeyyade. En 763, le général Mughit quitte l'Iraq avec la mission de combattre Abd al-Rahman et de rattacher la péninsule au califat. Décidé à affronter l'émir, il débarque en Andalus à la tête d'une puissante armée. Le courage et les capacités militaires d'Abd al-Rahman jouent un rôle déterminant dans la bataille : il parvient à infliger une lourde défaite à Mughit et envoie les têtes des généraux au calife de Bagdad qui — d'après la tradition — s'écrie « Dieu soit loué qui a mis la mer entre moi et pareil démon ».
En 777, Ibn Arabi, gouverneur de Saragosse désireux de prendre son indépendance, traverse les Pyrénées et demande l'aide du roi franc Charlemagne, qui envoie dès 778 une grande armée en Catalogne. La menace pour Abd al-Rahman est de taille, mais une révolte des Saxons qui, au nord de l'empire, sont parvenus au Rhin et menacent Cologne, oblige Charlemagne à retirer son armée. Durant la retraite, après avoir mis à sac la capitale vasconne, Pampelune, Charlemagne et ses hommes sont attaqués à Roncevaux par les tribus vasconnes ulcérées par le pillage de leur ville, qui infligent aux Francs, la première d'une succession de trois batailles (entre 778 et 824), tuant son neveu Roland, duc de la marche de Bretagne.

## Résumé et bilan du règne
Abd al-Rahman Ier, un des émirs d'Andalus les plus charismatiques, parvient à poser les bases d'un nouvel État dans la péninsule Ibérique tout en perpétuant la dynastie omeyyade chassée de Damas. Profitant du vide laissé par un pouvoir en proie aux tensions et aux divisions dans un État en déliquescence, il assied son pouvoir année après année sans cesser d'affronter une rébellion, de déjouer un complot ou de mener une guerre. Diplomate d'une extrême habileté, il parvient à maintenir l'ordre et la stabilité en profitant des divisions au sein de la population andalouse.
Sa renommée parviendra à Al-Mansur, calife abbasside de Bagdad, qui louera la valeur de l'ennemi de son frère lors d'une discussion avec sa cour.